# Wyspy Cooka na Letnich Igrzyskach Olimpijskich 2012
Wyspy Cooka na Letnich Igrzyskach Olimpijskich 2012, które odbyły się w Londynie,reprezentowało 8 zawodników.
Był to siódmy start reprezentacji Wysp Cooka na letnich igrzyskach olimpijskich.

## Reprezentanci

### Kajakarstwo

#### Kajakarstwo górskie
Kobiety
| Zawodniczka   | Konkurencja | Preeliminacje | Preeliminacje | Preeliminacje | Preeliminacje | Preeliminacje | Preeliminacje | Półfinał | Półfinał | Finał | Finał   | Łącznie | Miejsce |
| Zawodniczka   | Konkurencja | Zjazd 1       | Miejsce       | Zjazd 2       | Miejsce       | Łącznie       | Miejsce       | Czas     | Miejsce  | Czas  | Miejsce | Łącznie | Miejsce |
| ------------- | ----------- | ------------- | ------------- | ------------- | ------------- | ------------- | ------------- | -------- | -------- | ----- | ------- | ------- | ------- |
| Ella Nicholas | K-1         | 118,69        | 15.           | 118,29        | 16.           | 118,29        | 18.           | NQ       | NQ       | NQ    | NQ      | 118,29  | 18.     |

#### Kajakarstwo klasyczne
Mężczyźni
| Zawodnik      | Konkurencja | Eliminacje | Eliminacje | Półfinał | Półfinał | Finał | Finał   |
| Zawodnik      | Konkurencja | Czas       | Miejsce    | Czas     | Miejsce  | Czas  | Miejsce |
| ------------- | ----------- | ---------- | ---------- | -------- | -------- | ----- | ------- |
| Joshua Utanga | K-1 200 m   | 38,966     | 6.         | NQ       | NQ       | NQ    | NQ      |
| Joshua Utanga | K-1 1000 m  | 4:32,064   | 8.         | NQ       | NQ       | NQ    | NQ      |

### Lekkoatletyka
Mężczyźni
| Zawodnik      | Konkurencja | Eliminacje | Eliminacje | Ćwierćfinał | Ćwierćfinał | Półfinał | Półfinał | Finał | Finał   |
| Zawodnik      | Konkurencja | Wynik      | Miejsce    | Wynik       | Miejsce     | Wynik    | Miejsce  | Wynik | Miejsce |
| ------------- | ----------- | ---------- | ---------- | ----------- | ----------- | -------- | -------- | ----- | ------- |
| Patrick Tuara | 100 m       | 11,72      | 8.         | NQ          | NQ          | NQ       | NQ       | NQ    | NQ      |

Kobiety
| Zawodniczka   | Konkurencja | Eliminacje | Eliminacje | Ćwierćfinał | Ćwierćfinał | Półfinał | Półfinał | Finał | Finał   |
| Zawodniczka   | Konkurencja | Wynik      | Miejsce    | Wynik       | Miejsce     | Wynik    | Miejsce  | Wynik | Miejsce |
| ------------- | ----------- | ---------- | ---------- | ----------- | ----------- | -------- | -------- | ----- | ------- |
| Patricia Taea | 100 m       | 12,47      | 3.         | NQ          | NQ          | NQ       | NQ       | NQ    | NQ      |

### Pływanie
Mężczyźni
| Zawodnik             | Konkurencja   | Eliminacje | Eliminacje | Półfinał | Półfinał | Finał | Finał   |
| Zawodnik             | Konkurencja   | Czas       | Miejsce    | Czas     | Miejsce  | Czas  | Miejsce |
| -------------------- | ------------- | ---------- | ---------- | -------- | -------- | ----- | ------- |
| Zachary Tepaia Payne | 50 m dowolnym | 25,26      | 41.        | NQ       | NQ       | NQ    | NQ      |

Kobiety
| Zawodniczka   | Konkurencja   | Eliminacje | Eliminacje | Półfinał | Półfinał | Finał | Finał   |
| Zawodniczka   | Konkurencja   | Czas       | Miejsce    | Czas     | Miejsce  | Czas  | Miejsce |
| ------------- | ------------- | ---------- | ---------- | -------- | -------- | ----- | ------- |
| Celeste Brown | 50 m dowolnym | 29,36      | 54.        | NQ       | NQ       | NQ    | NQ      |

### Podnoszenie ciężarów
Kobiety
| Zawodniczka  | Konkurencja | Rwanie | Rwanie  | Podrzut | Podrzut | Razem | Pozycja |
| Zawodniczka  | Konkurencja | Wynik  | Pozycja | Wynik   | Pozycja | Razem | Pozycja |
| ------------ | ----------- | ------ | ------- | ------- | ------- | ----- | ------- |
| Luisa Peters | +75 kg      | 82     | 13.     | 100     | 13.     | 182   | 12.     |

### Żeglarstwo
Kobiety
| Zawodniczka     | Konkurencja  | Wyścig | Wyścig | Wyścig | Wyścig | Wyścig | Wyścig | Wyścig | Wyścig | Wyścig | Wyścig | Wyścig | Punkty | Finałowa pozycja |
| Zawodniczka     | Konkurencja  | 1      | 2      | 3      | 4      | 5      | 6      | 7      | 8      | 9      | 10     | M*     | Punkty | Finałowa pozycja |
| --------------- | ------------ | ------ | ------ | ------ | ------ | ------ | ------ | ------ | ------ | ------ | ------ | ------ | ------ | ---------------- |
| Helema Williams | Laser Radial | 41.    | 40.    | 39.    | 40.    | 40.    | 28.    | 39.    | 39.    | 34.    | 40.    | EL     | 339    | 41.              |